# 伊藤孝雄
伊藤 孝雄（いとう たかお、1937年1月31日 - 2024年8月14日）は、日本の俳優。岩手県東磐井郡大東町（現：一関市）出身。劇団民藝所属。身長174cm。

## 来歴・人物
岩手県立一関第一高等学校を経て、1955年に早稲田大学法学部に入学する。同年10月に早大在籍のまま、宝塚映画に入社し、映画『箱入娘と番頭』でデビュー。1959年には、日活の『密会』（中平康監督）でヒロイン役の桂木洋子の相手役として抜擢される。同年早大を中退するとともに、宝塚映画を退社。翌1960年、俳優座養成所に12期生として入所する（同期は中村敦夫、山本圭、成田三樹夫、東野英心、松山英太郎、樫山文枝）。
1963年に俳優座養成所を修了し、劇団民藝に入団。中平康、増村保造監督作品に多く出演した。1968年には紀伊国屋演劇賞を受賞。単なる二枚目俳優から脱皮し性格俳優として、舞台、映画、テレビドラマで活躍した。
2024年8月14日、多臓器不全のため都内の自宅で亡くなっていたことが2025年1月9日、劇団民藝から発表された。87歳没。

## 出演作品

### テレビドラマ
- 傷痕（1960年、NET）
- 松本清張シリーズ・黒い断層 「草」（1961年、TBS）
- こちら社会部（1963年、TBS）
- 虹の設計（1964年 - 1966年、NHK総合）
- 氷点（1966年、NET）
- 君の名は（1966年、日本テレビ）
- 三匹の侍（フジテレビ）
  - 第6シリーズ 第3話「裂けた風」（1968年） - 風間弥平太
  - 新三匹の侍 第9話「巡礼女の唄が聞える」（1970年） - 青江徹之介
- 大河ドラマ（NHK総合）
  - 春の坂道（1971年） - 豊臣秀次
  - 国盗り物語（1973年） - 顕如
  - 勝海舟（1974年） - 武市半平太
  - 花神（1977年） - 徳川慶喜
  - 草燃える（1979年） - 阿野全成
  - 徳川家康（1983年） - 織田信秀
  - 翔ぶが如く（1990年） - 長野主膳
  - 信長 KING OF ZIPANGU（1992年） - 千利休
  - 炎立つ（1993年） - 藤原頼遠
  - 元禄繚乱（1999年） - 山鹿素行
- 天皇の世紀 第1話「黒船渡来」（1971年、朝日放送・国際放映） - 堀達之助
- 火曜日の女シリーズ「幻の女」（1971年、日本テレビ）
- 荒野の素浪人 第1シリーズ 第23話「砂塵!狙われた辺境の宿」（1972年、NET・三船プロ） - 舘幸一郎
- 必殺シリーズ[2]（朝日放送・松竹）
  - 必殺仕掛人 第14話「掟を破った仕掛人」（1972年） - 道庵
  - 助け人走る 第23話「裏切大慕情」（1974年） - 橘一之進
  - 暗闇仕留人 第9話「懸想して候」（1974年） - 文七
  - 必殺仕置屋稼業 第10話「一筆啓上姦計が見えた」（1975年） - 土方左馬之介
- 遠山の金さん捕物帳 第146話「毒で出世する男」（1972年、NET・東映） - 栄吉
- 荒野の用心棒 第19話「女囚は残酷に沼に沈んで…」（1973年、NET・三船プロ） - 大原将監
- 銀河テレビ小説 / 感傷夫人（1973年、NHK総合）
- それぞれの秋（1973年、TBS） - 江川医師
- 太陽にほえろ! （日本テレビ・東宝）
  - 第97話「その子に罪はない!」（1974年） - 島田警部
  - 第393話「密偵」（1980年） - 中田哲朗（本庁刑事）
  - 第673話「狼の挽歌」（1985年） - 尾崎勝敏（城西署刑事）
- 俺たちの勲章 第8話「愛を撃つ!」（1975年、日本テレビ・東宝） - 大山
- 江戸の旋風 第8話「入れ札女郎」（1975年、フジテレビ） - 伊太郎
- ポーラ名作劇場 / 櫂（1975年、NET）
- お耳役秘帳 第1話「仕掛けた罠の大盗賊」（1976年、関西テレビ・歌舞伎座テレビ） - 堀田左仲
- 幻の殺意（1976年、TBS）
- 破れ奉行 第3話「無情!人斬り河岸」（1977年、テレビ朝日・中村プロ） - 伊吹宗四郎
- 花王 愛の劇場（TBS）
  - 別れて生きる時も（1978年、松竹） - 小野木
  - 北の宿から（1979年） - 圭吾
  - 殉愛（1988年、松竹） - 島村抱月
- 家族熱（1978年、TBS）
- 土曜ワイド劇場（テレビ朝日）
  - 夜の終る時 警官殺しを追え!（1979年、テレキャスト）
  - 無人霊柩車殺人事件 二度死んだ女（1980年、松竹） - 倉森
  - 妻の復讐 (1982年、松竹） - 安西哲男
  - 森村誠一の侵略夫人 (1984年、松竹） - 佐倉恭助
  - 牟田刑事官事件ファイル（1990年） - 広瀬
  - 新船長の航海事件日誌（2006年） - 上田泰三
- 裸の大将放浪記 第4話「悪いことをすると虫になるので」（1981年、関西テレビ・東阪企画）
- ザ・ハングマン 第24話「ハレンチ検事は被告席で泣け」（1981年、朝日放送・松竹） - 牛島幹夫検事
- 振り袖御免 江戸芙蓉堂医館（1981年、フジテレビ・東宝） - 半井信二郎
- ちょっといい姉妹（1981年 - 1982年、TBS） - 舟山
- ポーラテレビ小説 / おゆう（1983年、TBS） - 保科信次郎
- 壬生の恋歌 第23話「旅立ち」（1983年、NHK総合）- 榎本武揚
- 火曜サスペンス劇場（日本テレビ）
  - 秘密の風景（1984年）
  - 署名のない風景画（1986年） - 徳三
  - サラ金業者の妻（1987年）
  - 愛が壊れる!（1988年、総合プロデュース）
  - 逆転判決（1989年、東宝）
  - 親父（2002年、東映）
  - 容疑者（2005年、東映） - 佐藤校長
- 新大型時代劇 / 真田太平記（1985年、NHK総合） - 上杉景勝
- 刑事物語'85 第3話「裏口入学殺人事件」（1985年、日本テレビ・ユニオン映画）
- 連続テレビ小説 / 都の風（1986年、NHK総合）
- 松本清張サスペンス・箱根初詣で（1986年、関西テレビ・松竹）
- 女優競演サスペンス / 優しみの罠（1987年、関西テレビ・ジェイミック）
- 名奉行 遠山の金さん 第1シリーズ 第19話「殺しを招く幻の女」（1988年、テレビ朝日・東映） - 喜兵衛
- 月曜ドラマスペシャル / 舞の家（1990年、TBS）
- さすらい刑事旅情編V 第16話「密告電話・墓地に立つ女」（1992年、テレビ朝日・東映）
- 殿さま風来坊隠れ旅 第6話「おらんだ遊女の夢」（1994年、テレビ朝日・東映）
- 水戸黄門 (TBS・C.A.L）
  - 第26部 第13話「夢を叶えた娘の悲願 -人吉-」（1998年） - 高田平蔵
  - 第27部 第12話「津軽の飴は友の味 -青森-」（1999年6月7日） - 田代屋
  - 第34部 第15話「姑から逃げた嫁の秘密 -新庄-」（2005年5月2日） - 相坂彦右衛門
- はぐれ刑事純情派 第13シリーズ 第18話「代行殺人!? 覗かれた女」（2000年、テレビ朝日・東映） - 池田達也
- 渡る世間は鬼ばかり（第5シリーズ）（2000 - 2001年、TBS）
- 連続ドラマ / 真夜中は別の顔（2002年、NHK総合）

### 映画
- 箱入娘と番頭（1956年、東宝）
- 密会（1959年、日活） - 川島郁夫
- 学生野郎と娘たち（1960年、日活）
- あいつと私（1961年、日活） - 日高健伍
- 人間狩り（1962年、日活）
- 何か面白いことないか（1963年、日活）
- 出撃（1964年、日活）
- 博徒ざむらい (1964年、大映)
- 獣の戯れ（1964年、大映） - 梅宮幸二
- 敗れざるもの（1964年、日活） - 家庭教師
- 傷だらけの山河（1964年、大映）
- 鼠小僧次郎吉（1965年、大映） - 立見雄一郎
- ぜったい多数（1965年、松竹）
- 座頭市血煙り街道（1967年、大映） - 庄吉
- 妻二人（1967年、大映） - 小林章太郎
- 関東女賭博師（1968年、大映）
- さらばモスクワ愚連隊（1968年、東宝） - 白瀬
- 人斬り（1969年、大映） - 天野透
- 女体（1969年、大映） - 秋月一郎
- 野獣都市（1970年、東宝） - 信之
- 激動の昭和史 軍閥（1970年、東宝） - 中村
- 戦争と人間 第一部（1970年、日活） - 標拓郎
- お吟さま（1978年、東宝） - 石田三成
- 戒厳令の夜（1980年、東宝） - 江間隆之
- 日本フィルハーモニー物語 炎の第五楽章（1981年、にっかつ） - 堂本一生
- 日本の熱い日々 謀殺・下山事件（1981年、松竹） - 堀内
- 疑惑（1982年、松竹） - 片岡哲郎
- ムッちゃんの詩（1985年、関西共同映画社）
- 野のなななのか（2014年5月17日公開） - 大野國朗
- 花筐/HANAGATAMI （2017年12月16日公開） - 老いたる俊彦 役

### 舞台
- わが魂は輝く水なり - 五郎
- わたしは生きたい - テック・デブランコヴィス
- 林檎園物語
- ハリウッドの反逆
- 転落の後に
- イルクーツク物語
- 泰山木の木の下で
- ガイジン
- 怒りのぶどう
- 夜明け前
- 正造の石（2019年） - 田中正造

### アニメ
- 哀しみのベラドンナ（1973年、日本ヘラルド映画） - ジャン

### 吹き替え
- ドクトル・ジバゴ（オマー・シャリフ）※日本テレビ「水曜ロードショー」1977年10月19日、26日放送
- この愛にすべてを（ウォーレン・ベイティ）
- 南部の風・南軍兵士の妻が語る100年の物語（ドナルド・サザーランド）
- フック（ダスティン・ホフマン）
- マディソン郡の橋（クリント・イーストウッド）※日本テレビ版
- 1492 コロンブス（ジェラール・ドパルデュー）※日本テレビ版